# Trattenbach
Trattenbach ist eine Gemeinde mit 514 Einwohnern (Stand 1. Jänner 2025) im Bezirk Neunkirchen in Niederösterreich.

## Geografie
Trattenbach liegt im Feistritztal, das vom Feistritzsattel ausgehend Richtung Osten bis Aspang-Markt führt, direkt am Fuß des Otters. Das Gebiet gehört zum Industrieviertel.
Die Fläche der Gemeinde umfasst 30,86 Quadratkilometer. 81,31 Prozent der Fläche sind bewaldet.

### Gemeindegliederung
Es existieren keine weiteren Katastralgemeinden außer Trattenbach.

### Nachbargemeinden
| Schottwien               | Raach am Hochgebirge                        | Otterthal            |
| Spital am Semmering (BM) | Kompassrose, die auf Nachbargemeinden zeigt | Kirchberg am Wechsel |
|                          | Rettenegg (WZ)                              | Aspangberg-St. Peter |

## Geschichte
Im Altertum war das Gebiet Teil der Provinz Noricum.
Am 12. Mai 1826 wurde die Wegmacherfamilie Kerschbaumer, die in einer Hütte am Sattelweg wohnte, Opfer des berüchtigten Nikolaus Schmidhofer alias Holzknechtseppl. Dieser war Anführer der Räuberbande Stradafüßler und konnte manchmal mit einigen seiner Kumpanen bei der Familie wohnen. Nachdem er und einer seiner Männer bei einer dieser Gelegenheiten von der Frau des Wegmachers provoziert worden waren, ermordeten die beiden Räuber die Eltern Franz und Josefa Kerschbaumer sowie deren Tochter Maria (je nach Quelle zwischen 12 und 16 Jahre alt) und zündeten das Haus der Familie an. Es gab außerdem mit der Ziehtochter Juliane (ja nach Quelle zwischen 3 und 10 Jahre alt) ein viertes Todesopfer, das vermutlich bei lebendigem Leib verbrannte, weil es die Räuber vergessen hatten, wie Schmidhofer später im Verhör zugab.
Anfang der 1920er Jahre arbeitete der Philosoph Ludwig Wittgenstein einige Zeit als Volksschullehrer in Trattenbach.
In den letzten Wochen des Zweiten Weltkrieges versuchte die Rote Armee über den Semmering in die Nordost-Steiermark vorzudringen, um dort den an der Landesgrenze kämpfenden Truppen der deutschen Wehrmacht in den Rücken zu fallen. Dies konnte durch Alarmverbände, die Ende April 1945 in der 9. Gebirgs-Division zusammengefasst wurden, verhindert werden. Bei dieser Abwehraktion kam es auch zu Kampfhandlungen im Umkreis der Ortschaft.
Am 1. Jänner 1971 wurden die Gemeinden Raach am Hochgebirge und Trattenbach zu Otterthal eingemeindet. Am 1. Jänner 1985 wurden diese beiden Gemeinden wieder selbstständig. Grund war ein Erkenntnis des Verfassungsgerichtshofs.

### Bevölkerungsentwicklung
| Trattenbach: Einwohnerzahlen von 1869 bis 2025      | Trattenbach: Einwohnerzahlen von 1869 bis 2025 | Trattenbach: Einwohnerzahlen von 1869 bis 2025 | Trattenbach: Einwohnerzahlen von 1869 bis 2025 | Trattenbach: Einwohnerzahlen von 1869 bis 2025 |
| --------------------------------------------------- | ---------------------------------------------- | ---------------------------------------------- | ---------------------------------------------- | ---------------------------------------------- |
| Jahr                                                |                                                |                                                |                                                | Einwohner                                      |
| 1869                                                | 1869                                           |                                                | 692                                            | 692                                            |
| 1880                                                | 1880                                           |                                                | 687                                            | 687                                            |
| 1890                                                | 1890                                           |                                                | 634                                            | 634                                            |
| 1900                                                | 1900                                           |                                                | 719                                            | 719                                            |
| 1910                                                | 1910                                           |                                                | 765                                            | 765                                            |
| 1923                                                | 1923                                           |                                                | 832                                            | 832                                            |
| 1934                                                | 1934                                           |                                                | 883                                            | 883                                            |
| 1939                                                | 1939                                           |                                                | 901                                            | 901                                            |
| 1951                                                | 1951                                           |                                                | 853                                            | 853                                            |
| 1961                                                | 1961                                           |                                                | 781                                            | 781                                            |
| 1971                                                | 1971                                           |                                                | 716                                            | 716                                            |
| 1981                                                | 1981                                           |                                                | 647                                            | 647                                            |
| 1991                                                | 1991                                           |                                                | 718                                            | 718                                            |
| 2001                                                | 2001                                           |                                                | 616                                            | 616                                            |
| 2011                                                | 2011                                           |                                                | 542                                            | 542                                            |
| 2021                                                | 2021                                           |                                                | 519                                            | 519                                            |
| 2025                                                | 2025                                           |                                                | 514                                            | 514                                            |
| Quelle(n): Statistik Austria, Gebietsstand 1.1.2021 |                                                |                                                |                                                |                                                |

### Religion
Nach den Daten der Volkszählung 2001 sind 94,3 % der Einwohner römisch-katholisch und 1,5 % evangelisch. 0,5 % sind Muslime. 2,9 % der Bevölkerung haben kein religiöses Bekenntnis.

## Kultur und Sehenswürdigkeiten

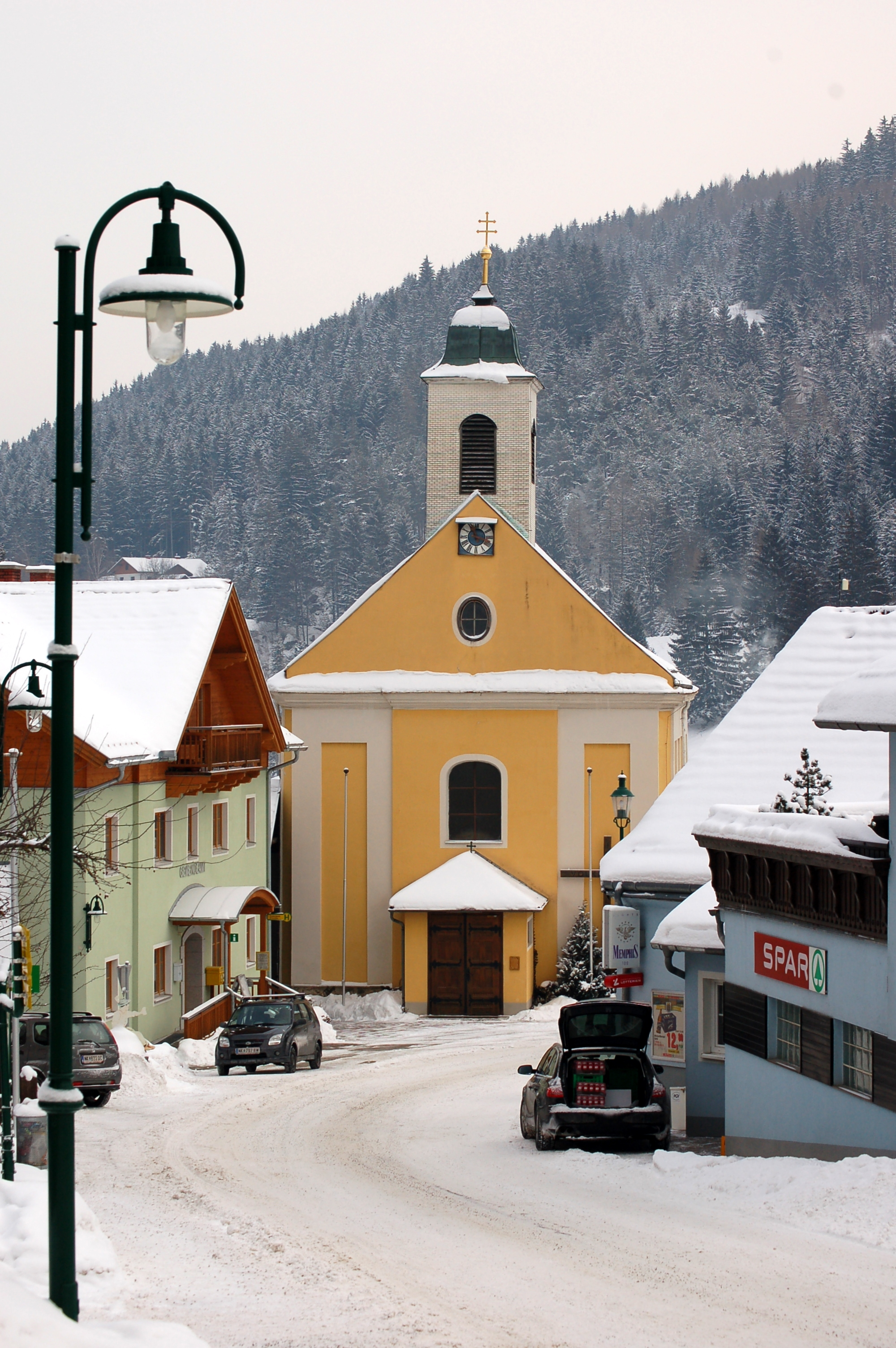
Pfarrkirche Trattenbach

- Katholische Pfarrkirche Trattenbach Hl. Dreifaltigkeit

## Wirtschaft
Nichtlandwirtschaftliche Arbeitsstätten gab es im Jahr 2001 25, land- und forstwirtschaftliche Betriebe nach der Erhebung 1999 53. Die Zahl der Erwerbstätigen am Wohnort betrug nach der Volkszählung 2001 269. Die Erwerbsquote lag 2001 bei 44,96 Prozent.

### Öffentliche Einrichtungen
In Trattenbach befindet sich ein Kindergarten und eine Volksschule.

## Politik

### Gemeinderat
Der Gemeinderat hat 15 Mitglieder.
- Mit den Gemeinderatswahlen in Niederösterreich 1990 hatte der Gemeinderat folgende Verteilung: 7 Sonstige, 5 ÖVP, 2 FPÖ, und 1 SPÖ.
- Mit den Gemeinderatswahlen in Niederösterreich 1995 hatte der Gemeinderat folgende Verteilung: 11 ÖVP, 2 FPÖ, 1 SPÖ, und 1 Wahlvorschlag Tauchner.[7]
- Mit den Gemeinderatswahlen in Niederösterreich 2000 hatte der Gemeinderat folgende Verteilung: 11 ÖVP, 2 SPÖ, und 2 FPÖ.[8]
- Mit den Gemeinderatswahlen in Niederösterreich 2005 hatte der Gemeinderat folgende Verteilung: 11 ÖVP, 3 SPÖ, und 1 FPÖ.[9]
- Mit den Gemeinderatswahlen in Niederösterreich 2010 hatte der Gemeinderat folgende Verteilung: 11 ÖVP, 2 FPÖ, und 2 SPÖ.[10]
- Mit den Gemeinderatswahlen in Niederösterreich 2015 hatte der Gemeinderat folgende Verteilung: 11 ÖVP, 2 FPÖ, und 2 SPÖ.[11]
- Mit den Gemeinderatswahlen in Niederösterreich 2020 hatte der Gemeinderat folgende Verteilung: 10 ÖVP, 4 FPÖ und 1 SPÖ.[12]
- Mit den Gemeinderatswahlen in Niederösterreich 2025 hat der Gemeinderat folgende Verteilung: 10 ÖVP, 4 FPÖ und 1 SPÖ.[13]

### Bürgermeister
- bis 2010 Ernst Schabauer (ÖVP)
- 2010–2024 Johannes Hennerfeind (ÖVP)[14]
- seit 9. April 2024 Christian Trettler (ÖVP)[15]

## Persönlichkeiten
- Ludwig Wittgenstein (* 1889 in Wien; † 1951 in Cambridge), österreich-britischer Philosoph, von 1921 bis 1923 Volksschullehrer in Trattenbach.
- Edmund Tauchner (* 1956), Rauchfangkehrer, Politiker und Mitglied des Bundesrates sowie Abgeordneter zum Landtag von Niederösterreich

Trattenbach (links oben) um 1873 (Aufnahmeblatt der Landesaufnahme)